# Palatul princiar din Wiesbaden
Palatul princiar de pe strada Wilhelm nr. 24  din Wiesbaden a fost construit de arhitectul clasicist Christian Zais între anii 1813–1817.

## Istoric
Clădirea a fost construită pentru Wilhelm (1792–1839), prințul moștenitor al ducatului Nassau .
Astăzi palatul adăpostește Camera de Comerț și Industrie Wiesbaden (Industrie- und Handelskammer Wiesbaden) .